# Sunset Strip

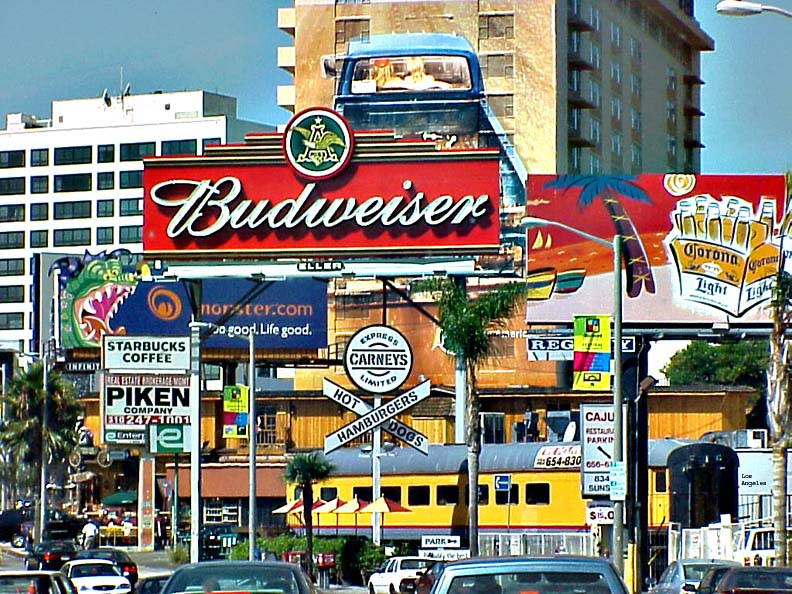
Billboards langs de Sunset Strip.

De Sunset Strip is het stuk van anderhalve mijl van Sunset Boulevard dat door West Hollywood loopt. De Strip loopt van de oostgrens met Hollywood (Marmont Lane) tot de westgrens met Beverly Hills (Phyllis Street).
Dit stukje van Sunset Boulevard, waar veel beroemdheden rondhangen, is vooral bekend om zijn boetiekjes, restaurants, rockclubs en nachtclubs, maar ook om de kleurrijke billboards.
Doordat The Strip net buiten de stadsgrenzen van Los Angeles lag, viel het gebied onder de wetgeving van "Sheriff's Department", dat minder streng was dan dat van de LAPD (Los Angeles Police Department). Het was illegaal om binnen de grenzen van de stad te gokken, maar legaal buiten die grenzen. Dit werkte de uitbouw van een wilder nachtleven dan in de stad LA in de hand.  In de jaren '20 verhuisde een heel aantal nachtclubs en casino's naar The Strip die mensen uit de filmindustrie aantrokken.  Tijdens de drooglegging werd er in de achterkamers alcohol geserveerd.